# Sint-Lambertuskerk (Villers-Saint-Siméon)

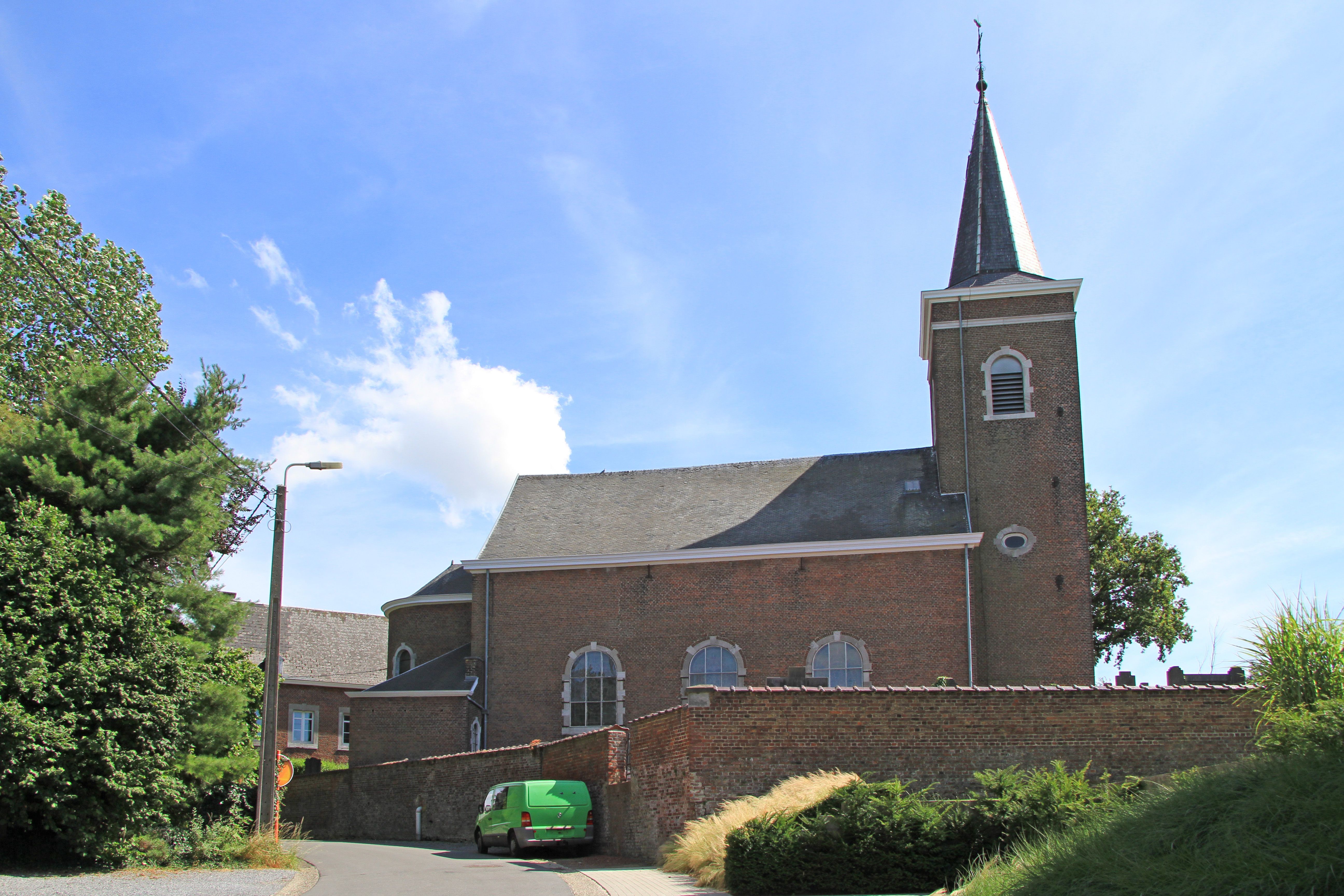
Sint-Lambertuskerk

De Sint-Lambertuskerk (Frans: Église Saint-Lambert) is de parochiekerk van Villers-Saint-Siméon in de Belgische provincie Luik.

## Geschiedenis
In 1374 werd voor het eerst melding gemaakt van een kerk in Villers-Saint-Siméon. Pas vanaf 1664 zijn de priesters opgetekend die deze parochie bedienden. In 1789 startte men met de bouw van een kerk op de plaats van de in verval verkerende kapel. Tot 1838 lagen vervolgens de werkzaamheden stil, vanwege geldgebrek. In 1838 hervatte men de werkzaamheden naar plannen van 1835. In 1843 werd de kerk door de bliksem getroffen, waarna men de kerk herbouwde, en tot 1885 werd de kerk uitgebouwd en het interieur aangevuld, onder meer met een orgel, vervaardigd door Pereboom & Leijser.

## Gebouw
Het betreft een bakstenen eenbeukig gebouw met halfronde apsis, in neoclassicistische stijl, met voorgebouwde vlakopgaande toren, bekroond met een achtkante ingesnoerde naaldspits.